# Santa Pudenziana
Santa Pudenziana är en kyrkobyggnad, mindre basilika och titelkyrka i Rom. Den är belägen vid Via Urbana, som löper i dalgången mellan Viminalen och Esquilinen. Santa Pudenziana är Filippinernas nationskyrka i Rom.
Kyrkan är helgad åt Pudentiana, dotter till Pudens (omnämnd i Andra Timotheosbrevet 4:21) och syster till Praxedis. Enligt legenden skall Pudens hus ha legat på denna plats, och Paulus skulle år 42 ha omvänt Pudens och hans familj till kristendomen. Här skall även Petrus ha vigt de präster som blev hans efterträdare som ledare för den kristna församlingen i Rom: Linus, Cletus och Clemens.
Kyrkans främsta konstskatt är absidmosaiken från slutet av 300-talet, vilken framställer Jesus Kristus tronande bland apostlarna.